# Amensalizm
Amensalizm – jedna z antagonistycznych zależności międzygatunkowych, w której obecność i czynności życiowe jednego gatunku lub populacji wpływają niekorzystnie na drugi gatunek lub populację, przy czym  jest to relacja jednostronna, tj. obecność tego drugiego gatunku dla pierwszego jest obojętna.
Przykładem amensala jest pędzlak – grzyb, który produkując antybiotyk (penicylinę) ogranicza rozwój bakterii (znajduje to praktyczne zastosowanie w medycynie). Innym przykładem może być brzoza, która hamuje rozwój np. sosny.